# Bellobradenus Pál
Bellobradenus Pál (Bolesó, 17. század – 1665 után) evangélikus lelkész, tanár.

## Élete
1644-ben Besztercebányán tanult, majd 1654. július 3-án beiratkozott a wittenbergi egyetemre. Hazatérését követően 1657 és 1665 között Trencsénben volt rektor. 1666-tól lelkészként szolgált Felsőszeliben és Báton. További sorsa ismeretlen.

## Munkái
- Dissertatio metaphysica de natura affectonium entis transcendeutum in genere. Trenchinii, 1653.
- Disputationes philosophicae... Trenchinii, 1659.
- Disputatio theologica de imagine Dei in homine ante lapsum et loci felicitate. Trenchinii, 1659.
- Dissertatio scholastica de propositionibus personalibus in Christo. Trenchinii, 1660.
- Discursus pneumaticus de natura animae rationalis separatae et ejus affectionibus. Trenchinii, 1660.